# 珍珠非鯽
珍珠非鯽，為輻鰭魚綱䲁形目麗魚科叉齒非鯽屬的其中一種，分布於非洲喀麥隆Nyong河流域，體長可達17.5公分，棲息在中底層水域，生活習性不明。

## 擴展閱讀
維基物種上的相關：珍珠非鯽